# Schönau (Uder)
Schönau ist ein Ortsteil der Landgemeinde Uder im Landkreis Eichsfeld in Thüringen.

## Lage
Schönau liegt im Leinetal ungefähr zwei Kilometer nordwestlich von Uder und sechs Kilometer westlich von der Kreisstadt Heilbad Heiligenstadt. Von Norden kommend mündet der Schwobach in die Leine, die dort eine kleine Aue bildet.
Verkehrsmäßig befindet sich Schönau im Kreuzungsbereich der Landesstraße 2005 mit der Landesstraße 3080 sowie unmittelbar nördlich der Bahnstrecke Halle-Kassel.

## Geschichte
Am 30. März 1318 wurde der Ort erstmals als „Schonawe“ urkundlich erwähnt.  In der Leineaue wurde in den 1990er Jahren ein Gewerbegebiet der Gemeinde Uder errichtet. 2009 lebten im Dorf 72 Personen. Eng mit dem kleinen Ort Schönau ist das an der ehemaligen Chaussee gelegene Gasthaus „Zum Lahmen Frosch“ verbunden, welches nach 1970 abgerissen und wieder neu aufgebaut wurde.